# Joseph Perry

Bischofswappen von Weihbischof Joseph Perry

Joseph Nathaniel Perry (* 18. April 1948 in Chicago) ist ein US-amerikanischer römisch-katholischer Geistlicher und emeritierter Weihbischof in Chicago.

## Leben
Joseph Perry empfing am 24. Mai 1975 durch Erzbischof William Edward Cousins das Sakrament der Priesterweihe für das Erzbistum Milwaukee.
Am 5. Mai 1998 ernannte ihn Papst Johannes Paul II. zum Titularbischof von Lead und zum Weihbischof in Chicago. Der Erzbischof von Chicago, Francis Kardinal George OMI, spendete ihm am 29. Juni desselben Jahres in der Kathedrale von Chicago die Bischofsweihe; Mitkonsekratoren waren der Erzbischof von Milwaukee, Rembert Weakland OSB, und der Weihbischof in Chicago, George Vance Murry SJ.
Papst Franziskus nahm am 19. September 2023 seinen altersbedingten Rücktritt an.